# Serc Pospolite Ruszenie
Serc Pospolite Ruszenie – akcja pomocy społecznej rozpoczęta 25 lipca 1997 r., jedna z największych w historii Polski, zorganizowana przez Ruch Wychodzenia z Bezdomności Markot, pozostający w strukturach organizacyjno-programowych stowarzyszenia Monar, wspólnie z Generalną Dyrekcją Polskich Kolei Państwowych. Akcja polegała na zbiórce darów żywnościowych, artykułów gospodarstwa domowego, mebli i odzieży, z przeznaczeniem dla dotkniętych skutkami powodzi tysiąclecia mieszkańców dziesiątek miast i wsi na terenie południowej Polski.
Inicjatorem przedsięwzięcia był twórca Monaru, Marek Kotański.
Sztabem akcji "Monar – Markot Powodzianom", kierował Krzysztof Cybruch, autor hasła akcji "Serc Pospolite Ruszenie", nawiązującego do historycznego pospolitego ruszenia z 25 lipca 1655 roku, wielkiego zrywu Polaków przeciwko potopowi szwedzkiemu.  
Na 101 bocznicach stacji kolejowych w całej Polsce, podstawionych zostało ponad 450 wagonów kolejowych, do których ofiarodawcy dostarczali dary na rzecz powodzian. Największa pomoc rzeczowa Serc Pospolitego Ruszenia, trafiła do mieszkańców Opola, Raciborza, Kędzierzyna-Koźla oraz w rejony Bielska-Białej. W ramach tej samej akcji, Markot był fundatorem wybudowanych od podstaw domów dla ośmiu rodzin w Lubięcinie oraz 50 psich bud dla gospodarstw wiejskich w okolicach Raciborza. Prócz "kolejowego mostu pomocy", do ofiar powodzi tysiąclecia Monar – Markot skierował 27 drogowych konwojów już w pierwszych dniach klęski żywiołowej. Tą drogą, na tereny dzisiejszych województw podkarpackiego, śląskiego i świętokrzyskiego, dotarło blisko 300 ton artykułów pierwszej potrzeby.
W przedsięwzięciu uczestniczyło studio TVP II, którym kierowała Magdalena Olszewska, a nosiło ono nazwę "Pomożemy powodzianom".